# Carlos de Hohenzollern-Haigerloch
Carlos de Hohenzollern-Haigerloch (Haigerloch, 1588-Überlingen, 9 de marzo de 1634) fue el tercer conde de Hohenzollern-Haigerloch.

## Biografía
Carlos era el segundo hijo varón del conde Cristóbal de Hohenzollern-Haigerloch de su matrimonio con Catalina (m. después de 1608), la hija del barón Cristóbal de Welsperg. Después de la temprana muerte de su padre, fue criado por sus tíos, Eitel Federico IV de Hohenzollern-Hechingen y Carlos II de Hohenzollern-Sigmaringen. Después de completar su educación, inicialmente siguió una carrera militar.
Contrajo matrimonio el 25 de marzo de 1618 en Haigerloch con la condesa Rosamunda de Ortenburg (m. 1636). Este matrimonio no tuvo hijos. En 1620, Carlos sucedió a su hermano, Juan Cristóbal, como conde de Hohenzollern-Haigerloch.
En enero de 1633, en el apogeo de la guerra de los Treinta Años, el ejército sueco se aproximó a Haigerloch y Carlos huyó con un séquito de 21 personas al Castillo de Hohenzollern. El ejército sueco pronto ocupó el Castillo de Hohenzollern. Al conde Carlos se le concedió una libre retirada y fue al ejército imperial en Überlingen, donde intentó infructuosamente convencerlos de que le ayudaran a recapturar su castillo.
Murió el 9 de marzo de 1634, en la posada de zur Krone en Überlingen. Como murió sin ningún heredero, Hohenzollern-Haigerloch pasó a manos del príncipe Juan de Hohenzollern-Sigmaringen, según los términos del tratado de herencia de 1575.